# Mariken de Nimègue (film)
Pour plus de détails, voir Fiche technique et Distribution.
Mariken de Nimègue (Mariken van Nieumeghen) est un film néerlandais réalisé par Jos Stelling, sorti en 1974.

## Synopsis
L'histoire de Mariette de Nimègue.

## Fiche technique
- Titre : Mariken de Nimègue
- Titre original : Mariken van Nieumeghen
- Réalisation : Jos Stelling
- Scénario : Jos Stelling d'après la pièce Mariette de Nimègue
- Musique : Ruud Bos
- Photographie : Ernest Bresser
- Montage : Jan Bosdriesz et Emmy Vis
- Production : Rob du Mee et Jos Stelling
- Société de production : Jos Stelling Filmprodukties et Parkfilm
- Société de distribution : Joseph Green Pictures (États-Unis)
- Pays :  Pays-Bas
- Genre : Drame
- Durée : 80 minutes
- Dates de sortie : 
  -  Pays-Bas : 19 décembre 1974

## Distribution
- Ronnie Montagne : Mariken
- Sander Bais : Moenen
- Eric Bais : l'homme à l'auberge
- Kees Bakker : le mendiant
- Jacqueline Bayer : la fille
- Kitty Courbois : voix

## Distinctions
Le film a été présenté en sélection officielle en compétition au Festival de Cannes 1975.